# Peter Stotz

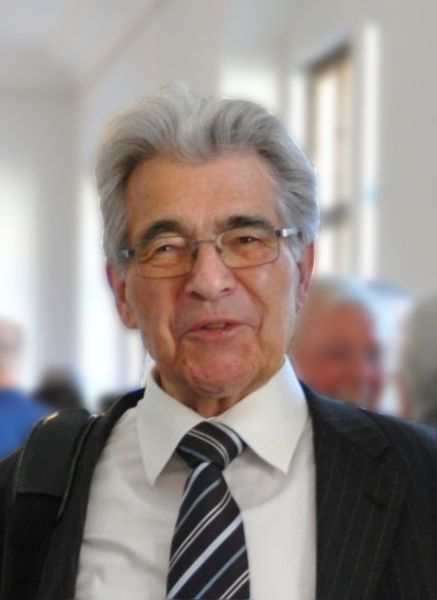
Peter Stotz im Juni 2019

Peter Stotz (* 28. Juni 1942 in Bern; † 4. Juli 2020 in Bülach) war ein Schweizer mittellateinischer Philologe.
Er hatte an der Universität Zürich von 1993 bis zu seiner Emeritierung 2007 den Lehrstuhl für Lateinische Philologie des Mittelalters und Historische Hilfswissenschaften mit besonderer Berücksichtigung von Paläographie und Diplomatik inne. Schwerpunkte seiner Forschungstätigkeit waren die geistliche Lyrik und die Literatur der schweizerischen Reformation. Als sein Hauptwerk gilt das fünfbändige Handbuch zur lateinischen Sprache des Mittelalters.

## Leben und Wirken
Peter Stotz wurde 1942 als erstes von elf Kindern geboren. Er wuchs in der Region Zürich auf. Er besuchte das Kantonale Literargymnasiums in Zürich. Die Maturität mit Latein und Griechisch folgte im Jahre 1961. Er studierte Allgemeine Geschichte, Mittellateinische Philologie, Historische Hilfswissenschaften an der Universität Zürich. Das Lizentiat erfolgte 1967. Bei Hans F. Haefele wurde er 1971 mit der Arbeit Ardua spes mundi. Studien zu lateinischen Gedichten aus Sankt Gallen promoviert. Sein Ziel war es, „genau danach zu fragen, was in den Gedichten gesagt, was dahinter gemeint ist, zu welcher besonderen Lage es gesagt sein mag und welches die Quellen dazu sind“. Von 1970 bis 1972 arbeitete er als Schweizer Stipendiat am Mittellateinischen Wörterbuch bei der Bayerischen Akademie der Wissenschaften in München mit.
Stotz war von 1972 bis zu seiner Emeritierung 2007 an der Universität Zürich tätig. Von 1972 bis 1980 war er dort Assistent am Mittellateinischen Seminar. 1977 erfolgte seine Habilitation für Mittellateinische Philologie an der Universität Zürich mit der Arbeit Sonderformen der sapphischen Dichtung. Ein Beitrag zur Erforschung der sapphischen Dichtung des lateinischen Mittelalters. Von 1980 bis 1983 war er Oberassistent am Institut für Schweizerische Reformationsgeschichte der Universität Zürich. Dort arbeitete er an der kritischen Edition der Werke Zwinglis und edierte die bildungstheoretische Schrift Ratio studiorum von Heinrich Bullinger. Zwischenzeitlich hatte er 1977/78 und dann im Zeitraum von 1981 bis 1988 Lehraufträge (Gastprofessur) an der Universität Freiburg in der Schweiz inne. 1988/89 hatte Stotz eine Lehrstuhlvertretung an der Universität Freiburg im Breisgau. In Zürich lehrte er zunächst als Privatdozent, ab 1986 als Titularprofessor und seit 1993 als Nachfolger von Hans F. Haefele zunächst als ausserordentlicher und ab 2000 als ordentlicher Professor für Lateinische Philologie des Mittelalters und Historische Hilfswissenschaften mit besonderer Berücksichtigung von Paläographie und Diplomatik. Am 31. August 2007 wurde er emeritiert.
Von 1984 bis 1992 arbeitete Stotz an einem vom Schweizerischen Nationalfonds finanzierten Projekt zu einem Handbuch zur lateinischen Sprache des Mittelalters. Das Werk ist in fünf Bänden in den Jahren 1996 bis 2004 im Rahmen des Handbuches der Altertumswissenschaft erschienen. 2004 wurde ihm der Ausonius-Preis der Universität Trier verliehen. Stotz war seit 2003 korrespondierendes Mitglied der Bayerischen Akademie der Wissenschaften, Mitglied in der Zentraldirektion der Monumenta Germaniae Historica und Mitglied des Comitato Scientifico der Società Internazionale per lo Studio del Medioevo Latino (SISMEL). Er gehörte dem Comité de rédaction des Novum glossarium mediae Latinitatis ab anno DCCC usque ad annum MCC an. Er war zwischen 1995 und 2017 (ab Band 28) Herausgeber der Reihe Lateinische Sprache und Literatur des Mittelalters.
Er heiratete 1969. Aus der Ehe gingen ein Sohn und eine Tochter hervor. Er verstarb im Juli 2020 im Alter von 78 Jahren in Bülach.

## Schriften
- Die Bibel auf Latein – unantastbar? (= Mediävistische Perspektiven. Band 3). 3., aktualisierte Auflage. Chronos, Zürich 2015, ISBN 978-3-0340-1106-8.
  - La Bible en latin. Intangible ? Traduction française par Marianne Beauviche. Éditions Universitaires d’Avignon, Avignon 2015, ISBN 978-2-35768-048-7.
- Handbuch zur lateinischen Sprache des Mittelalters. 5 Bände Beck. München 1996–2004.
- Ardua spes mundi. Studien zu lateinischen Gedichten aus Sankt Gallen (= Geist und Werk der Zeiten. Arbeiten aus dem Historischen Seminar der Universität Zürich. Band 32). Lang, Bern u. a. 1972, ISBN 3-261-00431-2.